# Екатерининская церковь (Краснодонецкая)
Церковь Святой Екатерины (Екатерининская церковь) ― православный храм в станице Краснодонецкая, Белокалитвинский район, Ростовская область, Россия. Относится к Белокалитвенскому благочинию Волгодонской и Сальской епархии. Построена в 1879 году и является объектом культурного наследия регионального значения.

## История
Станица Екатерининская (ныне Краснодонецкая) была основана в 1775 году по указу Екатерины II. Основателем станицы является князь Григорий Александрович Потёмкин. Она была заложена на низком берегу Северского Донца. Но так как место было выбрано неудачно и по весне его заливало водой, впоследствии станица была перенесена ниже по течению. В 1781 году в станице была заложена и в 1785 году освящена деревянная церковь Святой Екатерины. Специально для Екатерининской церкви была написана икона Святой Екатерины Великомученицы. Ликом она имеет большое сходство с императрицей. В 1835 году станица была перенесена выше, на холмы, в 1840 году сюда же переместили и церковь, установив её на каменный фундамент. В 1877 году церковь полностью выгорела, а в 1879 году была отстроена новая, с двумя приделами: южным — во имя Вознесения Господня и северным — во имя Великомученика Пантелеимона. Церковь была обнесена каменной оградой с деревянными решётками. Здание построено из дерева, что не характерно для степного Юга. Местные жители утверждают, что храм был изготовлен в Сибири, а брёвна были пронумерованы и перевезены в станицу, где его и собрали.
В 1886 году при храме была построена церковно-приходская школа. С 1906 года действовало церковно-приходское попечительство.
С приходом советской власти в 1920 году станица Екатерининская была переименована в Краснодонецкую.
В 1930—1940 годы храм был закрыт. Купола церкви: основного здания и колокольни были срезаны. Церковь использовалась под зернохранилище. Перед оккупацией местные власти собрались взорвать церковь чтобы зерно не досталось нацистам, но местные жители быстро разобрали зерно по домам и взрывать стало уже незачем. Во время боевых действий церковь не пострадала. В годы войны, когда немецкие оккупанты заняли Краснодонецкую, храм был ненадолго открыт для богослужений. После войны церковь снова была закрыта.
Запертой и пустой она простояла до середины 1980-х годов. И была передана приходу только в 1985 году. Является действующей и по сей день. Из современной истории этой церкви известно, что на её фоне снимали сцены двух художественных фильмов ― «Атаман» и «Дина».
Екатерининская церковь является одним из двух оставшихся храмов — памятников деревянного архитектурного зодчества в бассейне Северского Донца и объектом культурного наследия регионального значения.